# سن پدرو (نیومکزیکو)
سن پدرو (به انگلیسی: San Pedro) یک منطقهٔ مسکونی در ایالات متحده آمریکا است که در شهرستان سنتافه، نیومکزیکو واقع شده‌است. سن پدرو ۱۸۴ نفر جمعیت دارد و ۲٬۰۹۷٫۹۶ متر بالاتر از سطح دریا واقع شده‌است.